# 파주주

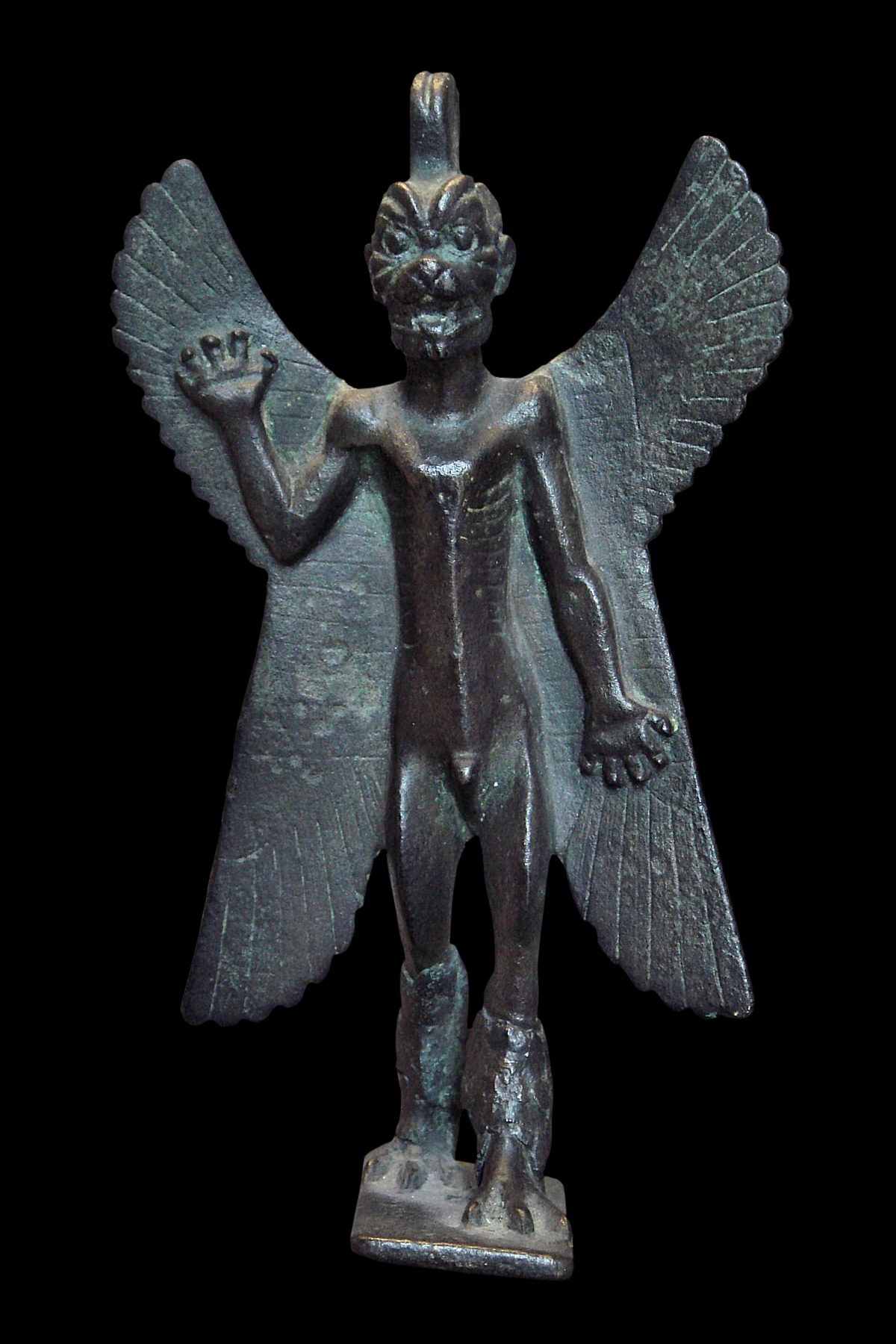

파주주(Pazuzu, Fazuzu) 혹은 파주자(Pazuza)는 바빌로니아 신화와 아시리아 신화에 등장하는 바람(남서풍)의 수호신이자 악마이다. 한 쌍의 날개가 달린 인간의 몸과 개의 얼굴, 독수리의 발, 전갈의 발톱과 꼬리, 손은 사자의 앞발같은 무시무시한 모습을 하였다고 한다. 라마슈투 신으로부터 임신한 여자와 어머니를 도와 주고 보호해 준다. 그에 반면 라마슈투 신은 아이들을 위협하는 무서운 신이다.

## 같이 보기
- 엔릴